# リー・スミス (編集技師)
リー・スミス（Lee Smith, 1960年 - ）は、オーストラリアの編集技師。

## 人物
クリストファー・ノーランやピーター・ウィアーの作品に関わることが多い。『ダンケルク』で第90回アカデミー賞編集賞を受賞した。
アメリカ映画編集者協会の会員である。

## 作品
- 地獄の脱出/デッド・エンド Dead End Drive-In （1986年）
- ハウリングIII Howling III （1987年）
- コミュニオン/遭遇 Communion （1989年）
- グリーン・カード Green Card （1990年）
- ロボコップ2 RoboCop 2 （1990年）
- Blinky Bill （1992年）
- 抱きしめたいから Turtle Beach （1992年）
- ピアノ・レッスン The Piano （1993年）
- フィアレス Fearless （1993年）
- ある貴婦人の肖像 The Portrait of a Lady （1996年）
- トゥルーマン・ショー The Truman Show  （1998年）
- トゥー・ハンズ 銃弾のY字路 Two Hands （1999年）
- チェイス Risk （2000年）
- 戦争のはじめかた Buffalo Soldiers （2001年）
- Black and White （2002年）
- マスター・アンド・コマンダー Master and Commander: The Far Side of the World （2003年）
- The Rage in Placid Lake （2003年）
- バットマン ビギンズ Batman Begins  （2005年）
- プレステージ The Prestige （2006年）
- ダークナイト The Dark Knight （2008年）
- インセプション Inception （2010年）
- X-MEN:ファースト・ジェネレーション X-Men: First Class （2011年）
- ダークナイト ライジング The Dark Knight Rises （2012年）
- エリジウム Elysium （2013年）
- エンダーのゲーム Ender's Game （2013年）
- インターステラー Interstellar （2014年）
- 007 スペクター Spectre (2015年)
- ダンケルク Dunkirk （2017年）
- X-MEN:ダーク・フェニックス Dark Phoenix （2019年）
- 1917 命をかけた伝令 1917 （2019年）
- エンパイア・オブ・ライト Empire of Light （2022年）